# Hexenwald (Uetersen)

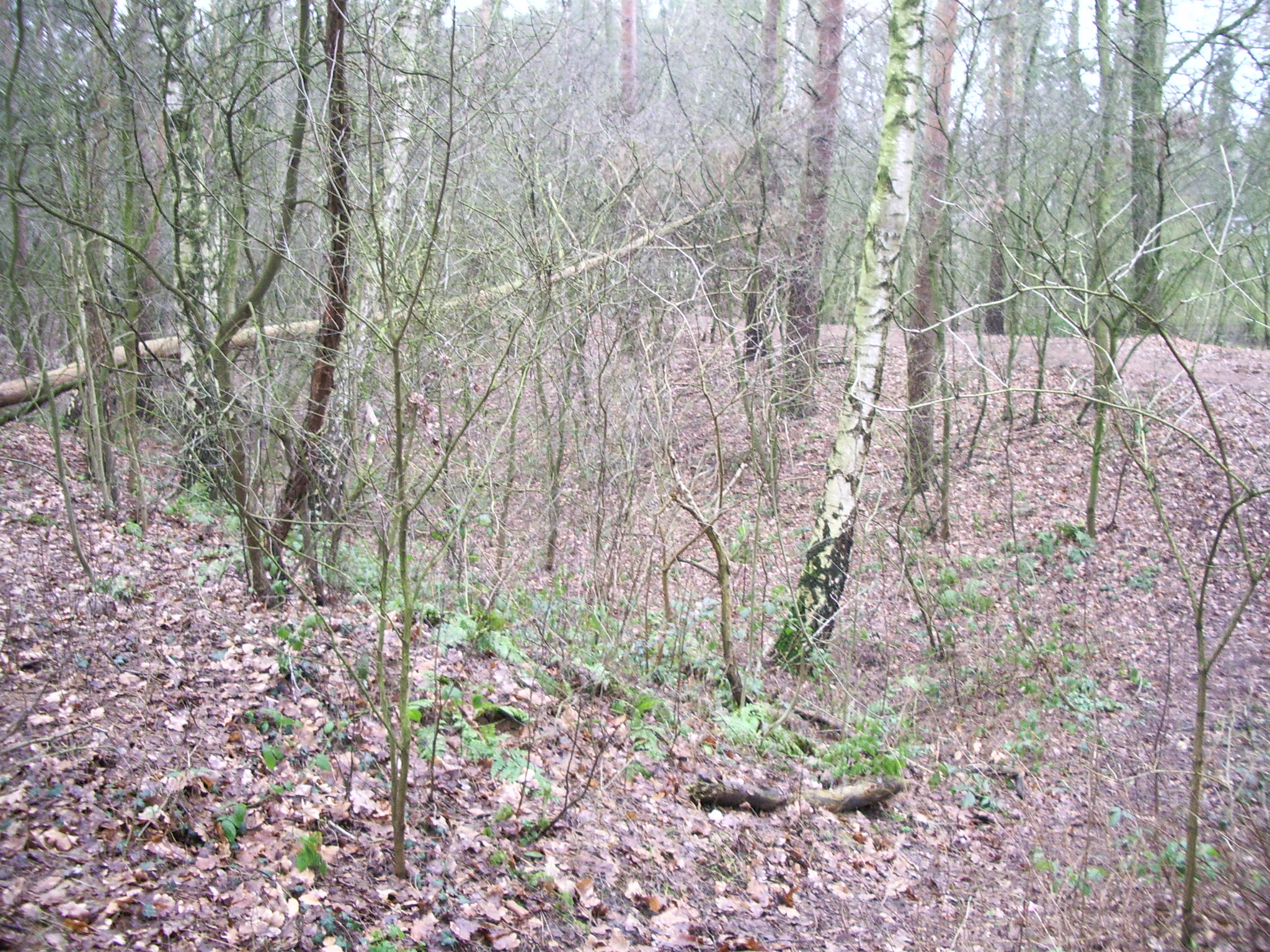
Dünenlandschaft des Hexenwaldes

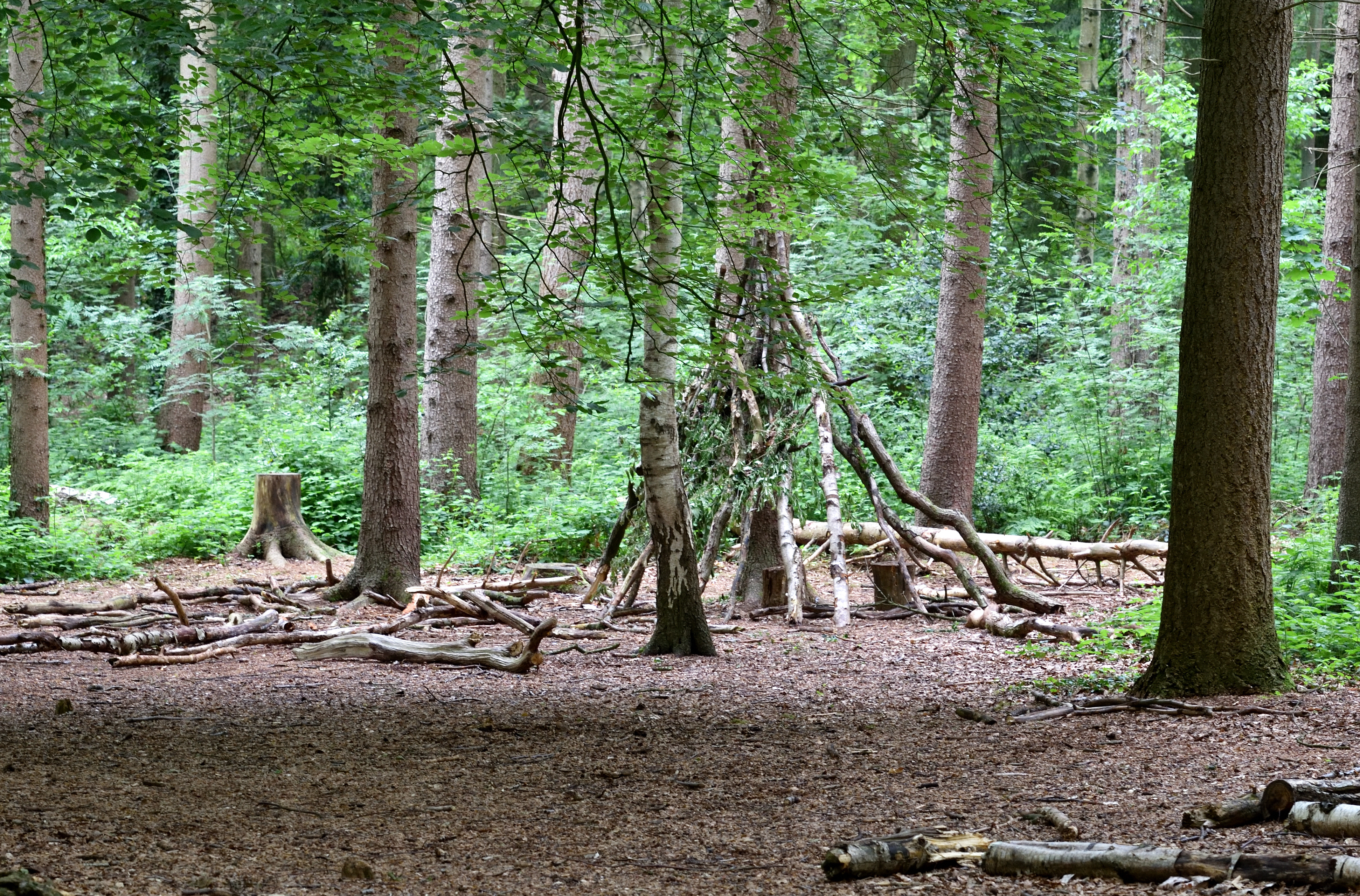
Die sagenumwobene Lichtung im Hexenwald

Der Hexenwald ist ein Waldgebiet in Uetersen im Kreis Pinneberg.

## Lage und Entstehung
Der so genannte Hexenwald grenzt an die Parkanlage Langes Tannen in Uetersen, entstand auf einer ehemaligen Dünenlandschaft, die aus der Eiszeit stammt, und hat eine Größe von etwa 11 Hektar. Die Vegetation besteht aufgrund des sandigen Bodens überwiegend aus Kiefern, Birken und Eichen. Durch dieses Waldgebiet führt unter anderem ein schmaler Pfad, an dem eine kleine Lichtung liegt. Dieses Gebiet ist durch das Bundesnaturschutzgesetz (BNatSchG) geschützt und als Landschaftsschutzgebiet ausgewiesen.

## Namensherkunft und Sage
Der Name stammt von einer alten Sage ab, nach der im Mittelalter eine alte Hexe dort ihr Unwesen getrieben haben soll. Diese soll in der Nähe der Waldlichtung gehaust haben. Diese Lichtung soll unter anderen als Feuerstelle und Hexentanzplatz gedient haben. Angeblich hat man bis Mitte des 20. Jahrhunderts immer um die Mittagszeit ein unheimliches Pfeifen und Zischen auf dieser Lichtung gehört, das von ihrem Hexenkessel stammen sollte. Bis in die 1960er Jahre wurde dieses Waldstück von den Kindern, die in der Nähe wohnten, gemieden. Inzwischen ist diese Sage und der Name des Waldstückes weitgehend in Vergessenheit geraten. Vor einigen Jahren wurde auf der Lichtung ein Lagerplatz für einen Waldkindergarten errichtet.